# Schizymenium novoguineense
Schizymenium novoguineense là một loài Rêu trong họ Bryaceae. Loài này được (E.B. Bartram) A. Eddy miêu tả khoa học đầu tiên năm 1996.